# Thomas Linke

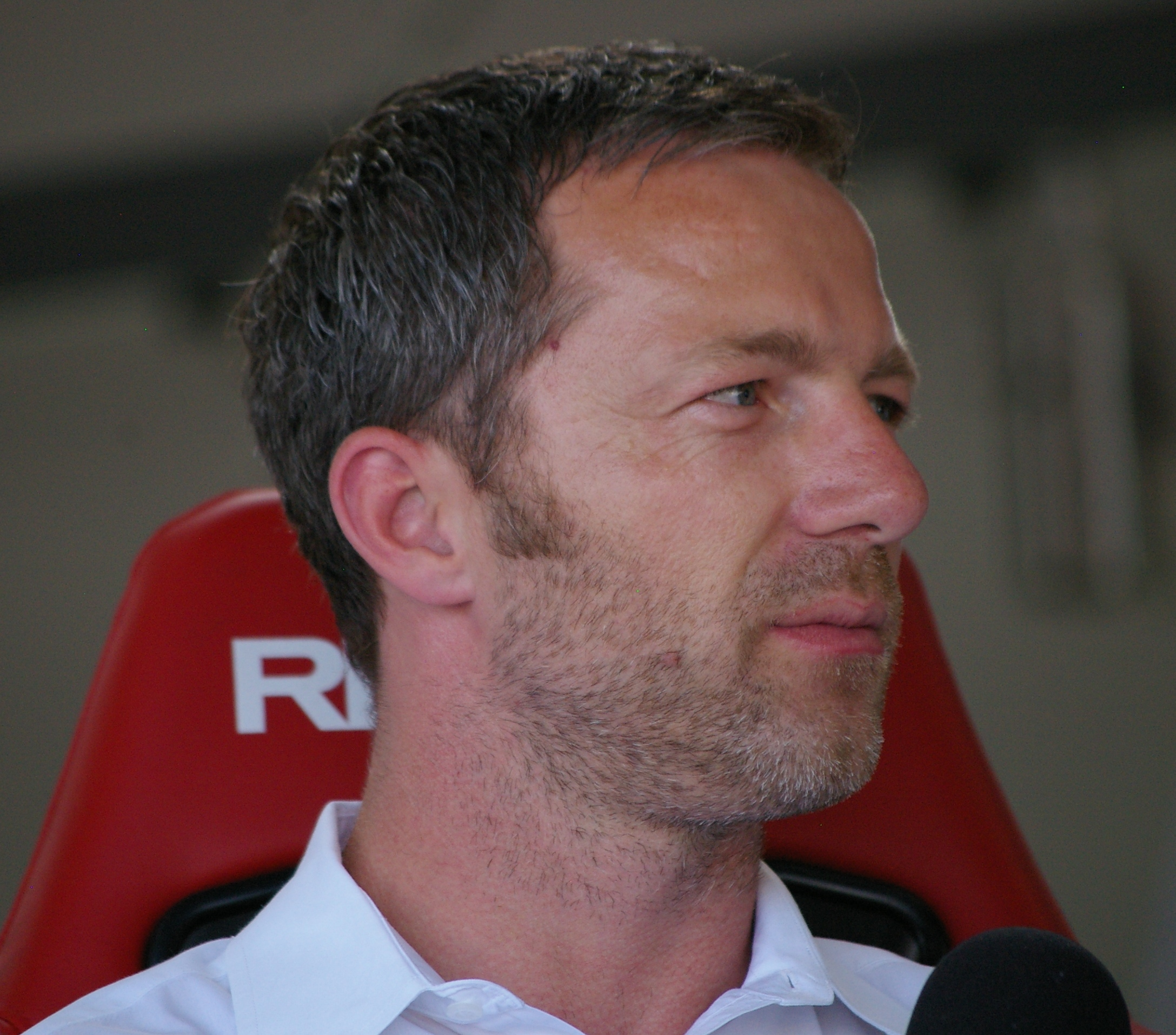
Thomas Linke, 2010.

Thomas Linke, född 26 december 1969 i Sömmerda i dåvarande Östtyskland, är en tysk tidigare fotbollsspelare, mittback.

## Klubbar
- FC Rot-Weiss Erfurt (1988–1992)
- FC Schalke 04 (1992–1998)
- FC Bayern München (1998–2005)
- FC Red Bull Salzburg (2005–2007)

## Meriter
- VM i fotboll: 2002
  - VM-silver 2002
- 42 A-landskamper för Tysklands herrlandslag i fotboll
- Champions League-mästare: 2001
- Tysk mästare 1999, 2000, 2001, 2003